# Pikanchi
«Pikanchi» es el noveno sencillo de la boy band japonesa Arashi que fue lanzado el 17 de octubre de 2002. El tema fue usado para la película Pikanchi: Life is Hard Dakedo Happy protagonizada por el grupo.

## Información del sencillo
El sencillo fue lanzado en dos ediciones una edición normal con una canción y su karaoke y una edición limitada con la canción "Michi" (道?) y una portada de lujo. Debutó en el primer lugar de las listas en el 2002, el sencillo fue relanzado en el 2008 junto con "Nice na Kokoroiki"  y reingreso a las listas de Oricon. El sencillo es considerado precuela de "Pikanchi Double".

## Lista de pistas

### Lista de pistas Edición Normal
| Edición Normal |                      |                         |                          |          |  |
| N.º            | Título               | Letras                  | Música                   | Duración |  |
| 1.             | «Pikanchi»           | Aida Atsushi (相田 毅?) | Tanimoto Shin (谷本 新?) | 4:50     |  |
| 2.             | «Pikanchi» (Karaoke) |                         | Tanimoto                 | 4:50     |  |

### Lista de pistas Edición Limitada
| Edición Limitada |                      |                               |                   |          |  |
| N.º              | Título               | Letras                        | Música            | Duración |  |
| 1.               | «Pikanchi»           | Aida                          | Tanimoto          | 4:41     |  |
| 2.               | «Michi»              | Kawahara Masahiko (河原雅彦?) | Tsuji Yo (辻 陽?) | 0:56     |  |
| 3.               | «Pikanchi» (Karaoke) |                               | Tanimoto          | 4:41     |  |
| 4.               | «Michi» (Karaoke)    |                               | Tsuji             | 0:56     |  |